# Anna Maiques
Anna Maiques i Dern  (ur. 3 września 1967 w Terrassie) – hiszpańska hokeistka na trawie, złota medalistka olimpijska z Barcelony.
Zawody w 1992 były jej jedynymi igrzyskami olimpijskimi. Z reprezentacją na własnym terenie sięgnęła po złoto, w finale Hiszpanki pokonały Niemki 2:1. Wystąpiła w czterech meczach turnieju.